# John F. Akers
John F. Akers ( 1906 - 1967) fue un botánico estadounidense, especializado en la familia de los cactos.
En 1947 nombró al género Peruvocereus, que hoy es Haagecereus. En 1949 describió con Howard W. Johnson el género Azureocereus, que hoy es Browningia. En la revista Succulenta, describió en 1950, junto con el botánico neerlandés Albert Frederik Hendrik Buining el género Maritimocereus, hoy en día un sinónimo de Cleistocactus.
De 1941 a 1957 fue responsable de la Cactus and Succulent Society of America (CSSA). Entre los años 1946 a 1955, publicó artículos en la revista Cactus and Succulent Journal.

## Honores

### Epónimos
Género
- (Cactaceae) Akersia Buining[3]

Especies
- (Cactaceae) Haageocereus akersii Backeb. in Rauh[4]

- (Cactaceae) Lobivia akersii Rausch[5]

- La abreviatura «Akers» se emplea para indicar a John F. Akers como autoridad en la descripción y clasificación científica de los vegetales.[6]